# Cantó de Douai-Nord

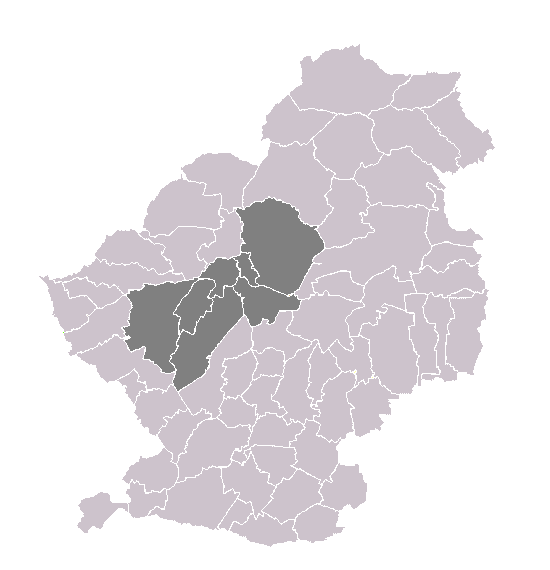
Cantó de Douai-Nord al districte

El cantó de Douai-Nord és una divisió administrativa francesa, situada al departament del Nord i la regió dels Alts de França.

## Composició
El cantó de Douai-Nord aplega les comunes següents :
- Anhiers
- Douai
- Flines-lez-Raches
- Lallaing
- Sin-le-Noble
- Waziers

## Història
| Date d'elecció                        | Identitat      | Partit |
| ------------------------------------- | -------------- | ------ |
| 2001-                                 | Jacques Michon | PCF    |
| Les dades anteriors no són conegudes. |                |        |
|                                       |                |        |

## Demografia
| 1962 | 1968   | 1975   | 1982   | 1990   | 1999   | 2006   |
| ---- | ------ | ------ | ------ | ------ | ------ | ------ |
| -    | 41.893 | 43.115 | 41.348 | 39.545 | 38.307 | 46.081 |